# Wees zuinig op m'n meissie
Wees zuinig op m'n meissie is van oorsprong een compositie van Robbert van Ark en Sven Jansen, uit 1996. Voor de tekst van het lied werkten Van Ark en Jansen in nauw overleg samen met André Hazes. Hazes zong dit lied voor zijn dochter Nathalie, voor wie hij in het lied een toekomstbeeld schetst waarin Nathalie op het punt staat te trouwen. Hazes spreekt in het nummer haar aanstaande man toe en geeft hem toestemming voor het huwelijk, op voorwaarde dat hij als aanstaande man, in de ogen van de vader, 'zuinig' op Nathalie moet zijn. In 2007 verscheen het nummer op een postuum uitgegeven cd voor duetten van André Hazes, waarvoor zijn toen 14-jarige "Roxeanne"  zijn tweede dochter een duet met de originele opname inzong. De tekst werd voor dit duet geactualiseerd en de vocals waar André in de derde persoon zingt zijn vervangen door de stem van Roxeanne. 